# 維蒂奇河
維蒂奇河（西班牙語：Río Vitichi），是玻利維亞的河流，位於該國南部，處於安第斯山脈地區，屬於拉布拉他河的一部分，河道全長95公里，最終注入圖穆斯拉河。